# Caudan
Caudan is een gemeente in het Franse departement Morbihan (regio Bretagne). De gemeente telde 7.110 inwoners op 1 januari 2022. De plaats maakt deel uit van het arrondissement Lorient en is een van de 25 gemeenten in het gemeentelijk samenwerkingsverband Lorient Agglomération.
In 1909 werd het zuidelijk deel van de gemeente afgescheiden om de gemeente Lanester te vormen. Lanester, met zijn scheepswerven, was immers in de loop van de 19e eeuw veel groter geworden dan het meer landelijke Caudan. Caudan telde 2511 inwoners; Lanester 6500.

## Geografie
De oppervlakte van Caudan bedroeg op 1 januari 2022 42,63 vierkante kilometer; de bevolkingsdichtheid was toen 166,8 inwoners per km².
De gemeente ligt tussen de rivieren Scorff en Blavet, ten noorden van Lorient en Lanester.

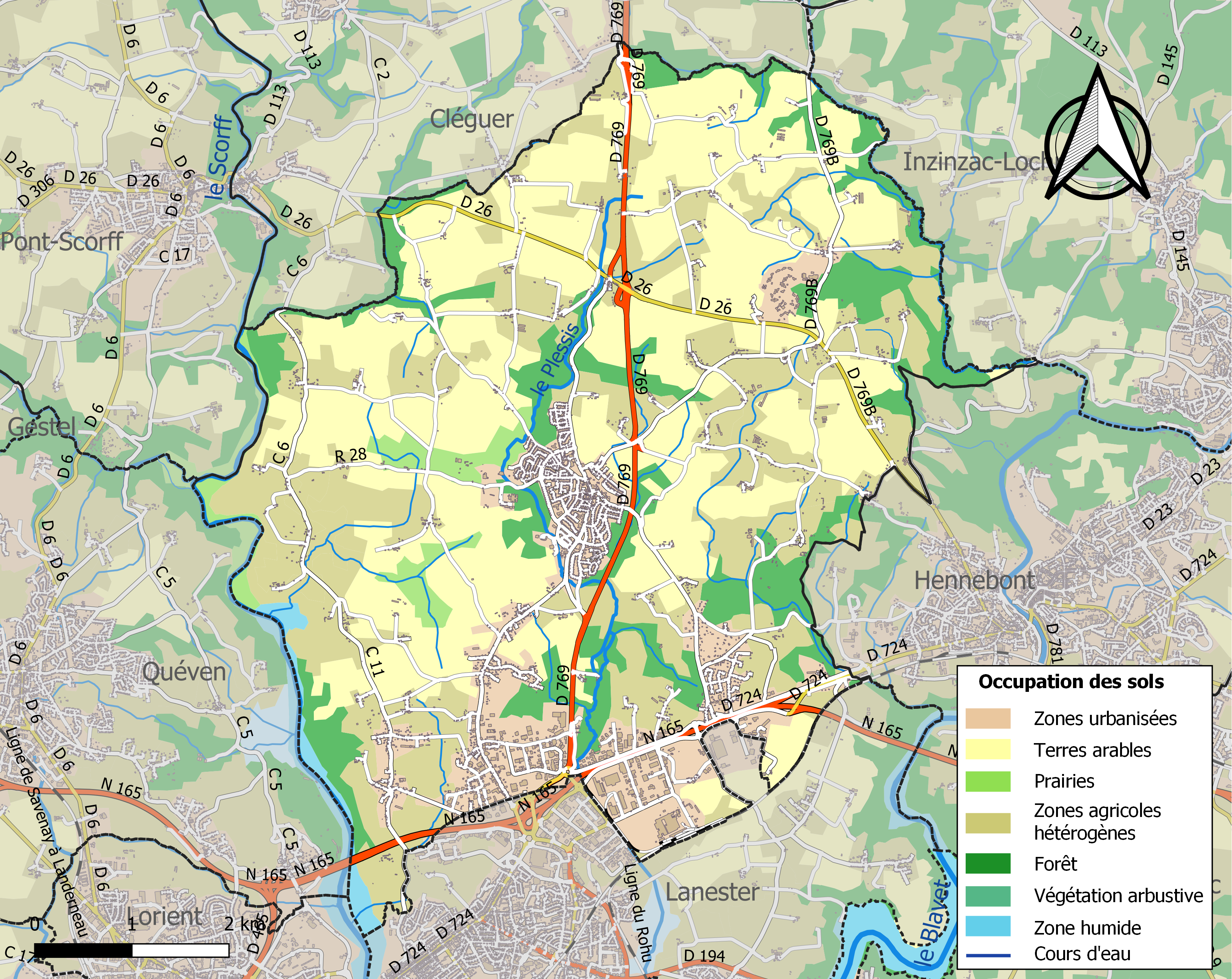
Kaart van de gemeente met de belangrijkste infrastructuur, bodemgebruik en omliggende gemeenten

## Demografie
Onderstaande figuur toont het verloop van het inwonertal (bron: INSEE-tellingen).